# Михаил Балански
Михаил Стоянов Балански е български инженер, един от основателите на топлофикацията в България.

## Биография
Роден е на 29 октомври 1876 година в Болград, Бесарабия, в семейството на бесарабски българи. Негови по-големи братя са генерал Георги Тодоров, академик Александър Теодоров-Балан, кмета на София Мартин Т(е)одоров и професор Атанас Теодоров.
Завършва машинно инженерство със специалност „Топлотехника“ във Виена през 1904 г., един от първите български специалисти в тази област.
Проектира и осъществява авторски контрол на отоплителните инсталации в едни от най-важните сгради в столицата (Двореца, Българската народна банка, Земеделската банка, Съдебната палата и други). През 20-те и 30-те години на XX век има принос в изграждането на железопътния парк на България като национален консултант при вноса на локомотиви, пътностроителна и друга едрогабаритна техника.
Избиран е в ръководните органи на Българското инженерно-архитектурно дружество (БИАД), през 1915-1919 г. е подпредседател на настоятелството. През 1943 г. е провъзгласен за почетен член на БИАД. Като член на Върховния съвет на БИАД е един от най-дейните радетели за изграждането в София на Висше техническо училище с два факултета – „Строително-архитектурен“ и „Машинно-технологически“, открито през 1941 година.